# ノーザンスパー
ノーザンスパー（欧字名:Northern Spur、1991年4月16日 - 2016年2月24日）は、アイルランド共和国生まれのフランスおよびアメリカ合衆国の競走馬、種牡馬。
主な勝ち鞍は1995年のブリーダーズカップ・ターフ、オークツリー招待ステークス。同年のエクリプス賞最優秀芝牡馬である。

## 生涯

### フランス時代
ノーザンスパーは、スウェッテンハムスタッドがバリー・ワイズボード、トミー・スタック、ジョン・マグニエと共同で生産した。当初の馬主はシンボリ牧場の代表である和田共弘および和田孝弘である。アンドレ・ファーブルが調教し、フランスのレースに出走した。フランスでの戦績は7戦3勝で、G2のユベールドショードネイ賞とG3のリス賞を勝利した。

### アメリカ時代
3歳シーズン終了後、アーカンソー州ホットスプリングスのオークローンパーク競馬場のオーナーであるアメリカ人実業家チャールズ・J・セラに130万ドルで売却された。主戦場をアメリカに移したノーザンスパーは、1995年10月のオークツリー招待ステークスでG1初制覇を達成。さらに同月のブリーダーズカップ・ターフも優勝し、エクリプス賞優秀芝牡馬を受賞した。
翌5歳シーズンは条件戦で1勝、重賞ではG1・ハリウッドターフハンデキャップで2着に入ったのが最高成績だった。6月のG1・シーザーズインターナショナルハンデキャップ3着を最後に引退。

### 引退後
引退後、ケンタッキー州のロングフィールドファームで種牡馬になった。しかしアメリカでは芝馬の需用自体が低かったこともあり、年間生産数は1998年生まれの22頭をピークに右肩下がりとなった。産駒総数は107頭、うち重賞を勝利した産駒はChausson Poire（G3・ヴァレーヴューステークス）1頭のみで、当然ながら種牡馬としては失敗に終わった。2005年、ノーザンスパーはケンタッキー州バーセイルズ近郊のトゥルーノースファーム（アネット・バコラとボブ・カミングスが所有）に移った。バコラとカミングスはその後、ノーザンスパーをニューヨークに移し、2014年に引退馬として譲渡した。ケンタッキー州レキシントンのオールドフレンズへの移送交渉中だった2016年2月24日早朝、疝痛のため死亡した。

## 血統表
| ノーザンスパーの血統        | ノーザンスパーの血統              | ノーザンスパーの血統           | （血統表の出典）               | （血統表の出典） |
| 父系                        | サドラーズウェルズ系              | サドラーズウェルズ系           | サドラーズウェルズ系           |                  |
| 父 Sadler's Wells 鹿毛 1981 | 父の父Northern Dancer 鹿毛 1961   | Nearctic                       | Nearco                         | Nearco           |
| 父 Sadler's Wells 鹿毛 1981 | 父の父Northern Dancer 鹿毛 1961   | Nearctic                       | Lady Angela                    |                  |
| 父 Sadler's Wells 鹿毛 1981 | 父の父Northern Dancer 鹿毛 1961   | Natalma                        | Native Dancer                  | Native Dancer    |
| 父 Sadler's Wells 鹿毛 1981 | 父の父Northern Dancer 鹿毛 1961   | Natalma                        | Almahmoud                      |                  |
| 父 Sadler's Wells 鹿毛 1981 | 父の母Fairy Bridge 鹿毛 1975      | Bold Reason                    | Hail to Reason                 | Hail to Reason   |
| 父 Sadler's Wells 鹿毛 1981 | 父の母Fairy Bridge 鹿毛 1975      | Bold Reason                    | Lalun                          |                  |
| 父 Sadler's Wells 鹿毛 1981 | 父の母Fairy Bridge 鹿毛 1975      | Special                        | Forli                          | Forli            |
| 父 Sadler's Wells 鹿毛 1981 | 父の母Fairy Bridge 鹿毛 1975      | Special                        | Thong                          |                  |
| 母 Fruition 鹿毛 1978       | 母の父*ラインゴールド 黒鹿毛 1969 | *ファバージ                    | Princely Gift                  | Princely Gift    |
| 母 Fruition 鹿毛 1978       | 母の父*ラインゴールド 黒鹿毛 1969 | *ファバージ                    | Spring Offensive               |                  |
| 母 Fruition 鹿毛 1978       | 母の父*ラインゴールド 黒鹿毛 1969 | Athene                         | Supreme Court                  | Supreme Court    |
| 母 Fruition 鹿毛 1978       | 母の父*ラインゴールド 黒鹿毛 1969 | Athene                         | Necelia                        |                  |
| 母 Fruition 鹿毛 1978       | 母の母Welsh Flame 鹿毛 1973       | Welsh Pageant                  | Tudor Melody                   | Tudor Melody     |
| 母 Fruition 鹿毛 1978       | 母の母Welsh Flame 鹿毛 1973       | Welsh Pageant                  | Picture Light                  |                  |
| 母 Fruition 鹿毛 1978       | 母の母Welsh Flame 鹿毛 1973       | Electric Flash                 | Crepello                       | Crepello         |
| 母 Fruition 鹿毛 1978       | 母の母Welsh Flame 鹿毛 1973       | Electric Flash                 | Lightning                      |                  |
| 母系(F-No.)                 | (FN:2-f)                          | (FN:2-f)                       | (FN:2-f)                       | [ § 2 ]          |
| 5代内の近親交配             | Nearco：S4×M5、Hyperion：S5×M5    | Nearco：S4×M5、Hyperion：S5×M5 | Nearco：S4×M5、Hyperion：S5×M5 | [ § 3 ]          |
| 出典                        | 1. 2. 3.                          | 1. 2. 3.                       | 1. 2. 3.                       | 1. 2. 3.         |

- 主な近親にドゥレッツァ（菊花賞）、テンハッピーローズ（ヴィクトリアマイル）、マルジュ（セントジェームズパレスステークス）など。